# Amphipyra trilineata
Amphipyra trilineata là một loài bướm đêm trong họ Noctuidae.